# Ermita del Calvario (Énova)
La ermita del Calvario de Énova es una ermita a medio construir, cuya edificación se comenzó en el siglo XIX pero no se terminó por motivos presupuestarios Es un edificio catalogado como Bien de Relevancia Local, mediante una declaración genérica del 11 de junio de 1998, con el número 46.119-999-000001.

## Historia y descripción
En el momento de su edificación se eliminaron los restos del antiguo castillo, de época medieval, de cuando la zona estaba bajo dominio árabe, por ello el castillo se conocía como el castillo andalusí de Yénova. De este castillo pueden encontrarse en el solar algunos restos cerámicos.
La ermita estaba destinada a albergar la imagen del Santísimo Cristo de la Salud, por haber terminado con la terrible epidemia de cólera morbo asiática de 1885. Su construcción se debe a la idea que tuvo uno de los párrocos de Énova del siglo XIX, don Román Quilis, párroco de Énova del 11 de mayo de 1879 al 23 de julio de 1900 (fecha de la última anotación en el libro de bautismos).
Según consta en los archivos parroquiales, en el año 1886 este párroco conmovido por la precaria situación en que se encontraba la clase jornalera del pueblo por un temporal que había acontecido, convenció a los acomodados del pueblo a dar una ayuda económica a estos jornaleros necesitados. Esta limosna la recibirían a cambio de trabajar explanando el camino del calvario. Con el dinero que obtuvo sólo pudo pagar una semana de trabajo, con lo que el objetivo no se había conseguido. Así que el párroco propuso a los hombres del pueblo trabajar los domingo y festivos hasta medio día para conseguir la meta inicialmente ideada. Trabajaron tanto hombres como mujeres y en poco más de un mes se había conseguido la explanación. Una vez logrado esto, el párroco propuso el traslado de los casilicios de piedra que contenían las estaciones del vía crucis que databa de 1798 y que se ubicaba al final de la calle del Calvario ( de ahí su nombre), al camino explanado en la loma del sur de la población. Tras este arduo trabajo el párroco echó en falta una ermita al final del calvario que coronase la cumbre y al tiempo albergara la imagen del Cristo de la Salud. Esta ermita debía tener forma de cruz griega y estar rematada por cúpula. Posiblemente no se acabara por dejar de ser párroco de la localidad en el año 1900, con lo cual el proyecto posiblemente quedara en el olvido.
La construcción de la ermita se hacía recogiendo limosnas durante los rosarios de calles, con coplas como la que dice:

"En la puerta tienes a la Aurora,
 pidiendo limosna, si la quieres dar,
para hacerle una ermita a su hijo, 
que no tiene casa ni dónde habitar".

Esta copla sigue cantándose todos los años en las fiestas de la Divina Aurora que tienen lugar la última semana de julio.
Algunos autores han llegado a afirmar que la ermita sí se finalizó y que estuvo en pie unos pocos años. De hecho estos autores se apoyan en el comentario que Pedro Sucías Aparicio realizó cuando visitó el pueblo a principios del siglo XX: "Se edificó en 1886. No tienen más que un altar, donde se encuentra la imagen de Jesús Crucificado".
Presenta planta en cruz griega y se ubica sobre una loma que se alza al sur de la población. Puede accederse a ella mediante un camino zigzagueante que forma un vía crucis con casalicios de piedra labrada que marcan las estaciones flanqueados por cipreses, desde su emplazamiento se disfruta de una excelente vista de la localidad y parte de la comarca. Desde el pueblo se accede a ella subiendo hacia la loma por la calle San Cristóbal.
En otoño de 1982 como consecuencia de las extraordinarias lluvias que hubo, los restos de la ermita se vieron afectados y se perdió parte de la fachada, con el óculo y la espadaña los cuales pueden observarse en antiguas fotografías de las décadas de 1950-1970, y uno de los tres arcos diafragmáticos de ladrillo que sostenían el edificio original.
En el año 2005 hubo una intervención, patrocinada por la Diputación de Valencia, que puso en valor tanto el vía crucis como las ruinas de la inacabada ermita, dejándola como un punto de interés de la localidad, y formando parte de la conocida como "Senda Histórica-Paisajística de L’Énova", senda que forma parte de las PR-CV, con el número 454. A pesar de que dicho año fueron restaurados algunos de los arcos, solo quedan 6 de las estaciones del camino en pie aunque se encuentran en estado de abandono.